# Гонвиль-сюр-Онфлёр
Гонви́ль-сюр-Онфлёр (фр. Gonneville-sur-Honfleur) — коммуна во Франции, находится в регионе Нижняя Нормандия. Департамент коммуны — Кальвадос. Входит в состав кантона Онфлёр. Округ коммуны — Лизьё.
Код INSEE коммуны — 14304.

## Население
Население коммуны на 2010 год составляло 808 человек.
| 1962 | 1968 | 1975 | 1982 | 1990 | 1999 | 2010 | 2012 |
| ---- | ---- | ---- | ---- | ---- | ---- | ---- | ---- |
| 513  | 524  | 493  | 552  | 718  | 723  | 808  | 835  |

## Экономика
В 2010 году среди 545 человек трудоспособного возраста (15—64 лет) 374 были экономически активными, 171 — неактивными (показатель активности — 68,6 %, в 1999 году было 72,2 %). Из 374 активных жителей работали 355 человек (184 мужчины и 171 женщина), безработных было 19 (10 мужчин и 9 женщин). Среди 171 неактивных 45 человек были учениками или студентами, 78 — пенсионерами, 48 были неактивными по другим причинам.